# Ланген-Ярхов
Ланген-Ярхов (нем. Langen Jarchow) — община в Германии, в земле Мекленбург-Передняя Померания.
Входит в состав района Пархим. Подчиняется управлению Штернбергер Зеенландшафт.  Население составляет 266 человек (на 31 декабря 2010 года). Занимает площадь 10,67 км².